# 中敬夫
中 敬夫（なか ゆきお、1955年 - ）は、日本の哲学者。専門はフランス哲学、現象学。愛知県立芸術大学美術学部教授。

## 略歴[1]
- 1955年：大阪府に生まれる。
- 1978年：京都大学文学部（美学美術史学科）卒業。
- 1980年：京都大学大学院文学研究科修士課程（美学美術史学）中退。
- 1984年：京都大学大学院文学研究科修士課程（哲学）修了。
- 1987年：京都大学大学院文学研究科博士後期課程（哲学） 学修退学。
- 1988年：ボルドー第三大学博士課程（フランス政府給費留学生）
- 1991年：パリ第四（ソルボンヌ）大学博士課程 修了（博士号取得）。
- 京都大学文学部（哲学）研究員。
- 愛知県立芸術大学美術学部准教授を経て、現在同大学教授。

## 著作

### 単著
- 『メーヌ・ド・ビラン――受動性の経験の現象学』世界思想社、2001年
- 『自然の現象学――時間・空間の論理』世界思想社、2004年
- 『歴史と文化の根底へ――〈自然の現象学〉第二編』世界思想社、2008年
- 『行為と無為――〈自然の現象学〉第三編』萌書房、2011年
- 『身体の生成――〈自然の現象学〉第四編』萌書房、2015年

### 翻訳
- ミシェル・アンリ（山形頼洋、上野修、宮崎隆、松島哲久、野村直正、森藍、池田清共訳）『精神分析の系譜――失われた始源』法政大学出版局、1993年
- ミシェル・アンリ『身体の哲学と現象学――ビラン存在論についての試論』法政大学出版局、2000年／〔新装版〕2016年
- ミシェル・アンリ（吉永和加、野村直正共訳）『実質的現象学――時間・方法・他者』法政大学出版局、2000年
- ミシェル・アンリ『『受肉――「肉」の哲学』法政大学出版局、2007年
- ディディエ・フランク『ハイデッガーとキリスト教――黙せる対決』萌書房、2007年